# Аліція Ґжеськов'як
Аліція Ґжесько́в'як (уроджена Баутро) (нар. 10 червня 1941, Свірж, Львівська область) — польська юристка і політикиня, адвокатка, академічна викладачка, габілітована докторка юридичних наук, професорка. У 1989—2001 роках — сенаторка 1-ї , 2-ї , 3- ї і 4-ї каденцій Сенату Республіки Польща, у 1991—1993 роках — віце-спікерка другої каденції Сенату Республіки Польща, у 1997—2001 роках — спікерка четвертої каденції Сенату Республіки Польща.

## Походження
Аліція Ґжеськов'як народилася в родині Аделаїди (з дому Кольчак) і й Євгеніуша Баутро. ЇЇ батько був суддею, доктором юридичних наук, автором наукових праць з теорії та філософії права, науковим працівником Ягеллонського університету в Кракові і Університету Яна-Казимира у Львові, учень відомого професора права Юліуша Макаревича. В січні 1940 року батька звільнили з Львівського університету і за розпорядженмня НКВС виселили в містечко Свірж (Львівський район) (недалеко від Львова) і скерували на примусову фізичну працю. Там в квітні 1941 року народилася Аліція Ґжеськов'як.
У 1942 році, після початку німецько-радянської війни, родина повернулася до Львова, але через короткий час німецька влада скерувала її до Рави Руської. 1943 року, батьки переїхали до Ярослава, а після закінчення Другої світової війни, у січні 1946 року, родина переїхала до Торуня, де батько Аліції став заступником професора теорії права та філософії в Університеті Миколая Коперника. Спочатку народна влада дозволила йому повернутися до професії судді в окружному суді, а потім в апеляційному суді в Торуню, на жаль, дуже швидко, в середині 1946 р., його виключили з університету, а потім у 1949 р. відлучили від судової системи. Вимушено Євгеніуш Баутро взявся за нотаріальну роботу, яку продовжував майже до самої смерті в 1962 року.

## Освіта і науково-педагогічна діяльність[4]
1958 року Аліція Ґжеськов'як закінчил середню школу в Торуню і почала вивчати право на факультеті права та адміністрації [[Університету Миколая Коперника. 1963 року отримала звання магістра права. З 1963 до 1966 року працювала у Національному банку Польщі кредитним інспектором, оскільки була зобов'язана відпрацювати в державній установі з огляду на отриману стипендію на навчання в університеті.
1966 року розпочала свою науково-педагогічну роботу на кафедрі кримінального права юридичного факультету Університету Миколая Коперника, де працювала до 1996 року. 1969 року склала іспит на право бути суддею. 1971 року здобула науковий ступінь доктора права на основі захисту докторської дисертації на тему «Позбавлення волі неповнолітніх у кримінальному праві європейських соціалістичних країн». Ця робота висвітлює однин з основних напрямків її наукових інтересів — проблему відповідальності неповнолітніх, якій вона присвятила чимало публікацій, зокрема підручник «Кримінальне право неповнолітніх».
1974—1975 роках стажувалася в університеті ла Сап'єнца в Римі.
1978 року отримала ступінь доктора кримінального права на підставі захисту дисертації під назвою «Смертна кара в польському кримінальному праві». Ця праця була першою монографією про смертну кару в польській правничій літературі. Погляди, висловлені в праці, знайшли підтвердження в пізнішому скасуванні смертної кари в Польщі.
Габілітаційна докторська стосувалася головного напряму її наукових інтересів, зокрема проблем захисту права на життя кожної людини від зачаття до природної смерті та кримінального покарання. Після здобуття ступеня доктора габілітованого у 1981—1987 роках стажувалася в Падуанському університеті. Крім наукової та дидактичної роботи, у 1981—1982 роках була заступником декана факультету права та адміністрації Університету Миколая Коперника в Торуню.
З 1990 по 2010 рік працювала науковим співробітником на факультеті права, канонічного права та адміністрації Люблінського католицького університету Івана Павла ІІ на посаді доцента, виконуючи обов'язки завідувачки кафедри кримінального права та директорки Інституту кримінального права.
Протягом семи років читала лекції з релігійного права у Вищій духовній семінарії в Торуню.
З 2010 року завідувала кафедрою кримінального права та кримінального процесу Куявсько-Поморського університету в Бидгощі.
Науковий редактор численних видань, у тому числі циклу «Публікації кафедри кримінального права Люблінського католицького університету». Ініціатор та організатор багатьох наукових конференцій, які стосувалися важливих проблем не лише кримінально-правової науки, але й конституції, сім'ї та захисту життя тощо.
Автор понад 150 наукових публікацій, в т.ч автор монографії про смертну кару та співавтор коментаря до Кримінального кодексу, виданого видавництвом Becka, та його науковий співредактор. Є співавтором та науковим редактором національного підручника з кримінального права, четверте доповнене видання якого вийшло у 2012 році.
Брала участь у численних міжнародних конференціях в Україні, Литві, Білорусі, Великій Британії, Бельгії, Франції, Німеччині, присвячених в основному захисту прав людини, особливо права на життя та сім'ю.
Під її науковим керівництвом захищено сім докторських дисертацій, написано кілька сотень магістерських і дипломних робіт з кримінального права.

## Політична та громадська діяльності[4]

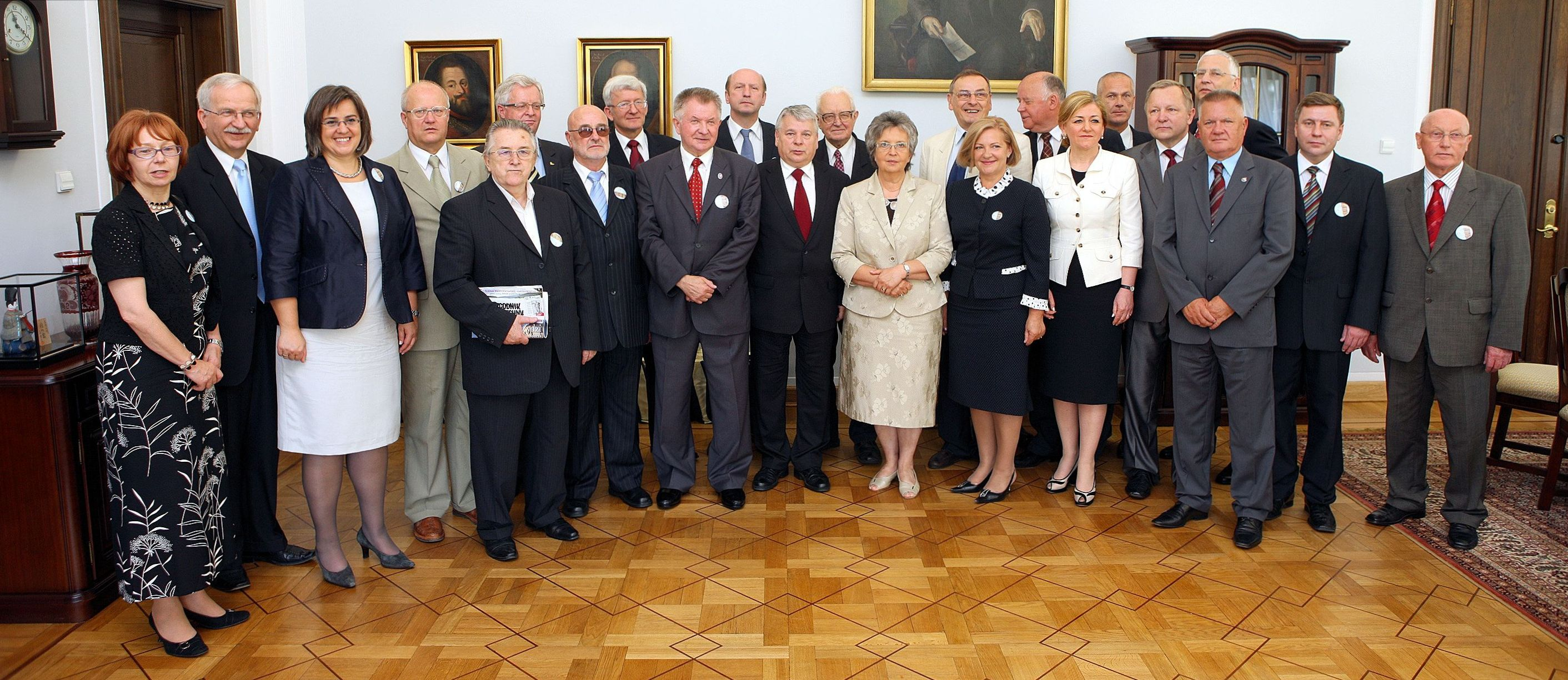
Аліція Ґжеськов'як (посередині) з учасниками урочистостей з нагоди XX-річчя відродженого Сенату(2009)

Аліція Ґжеськов'як з 1980 року належала до Незале́жної самовря́дної професі́йної спі́лки «Соліда́рність». З 1984 року була лектором підпільного навчального профспілкового закладу, Християнського Робітничого Університету в Торуню а також співзасновником і членом Асоціації захисту прав людини в Торуні. У тому ж 1984 році разом з іншими заснувала загальнонаціональну Асоціацію проти смертної кари, діяльність якої була заборонена міністерством внутрішніх справ. 1987 року стала експертом ООН з дослідження смертної кари у Східній Європі.
У 1989—2001 роках Аліція Ґжеськов'як чотири терміни поспіль обиралася до Сенату Республіки Польща від Торунського воєводства. Свою депутатську діяльність продовжила як незалежний сенатор у Клубі «Солідарність». У 1991—1993 роках була віце-спікером Сенату. Коли в 1997 році коаліція політичних правоцентричних угруповань Акція Виборча Солідарність виграла парламентські вибори Аліція Ґжеськов'як, як визначний представник цього угруповання була обрана спікером Сенату Республіки Польща, ставши першою в історії Польщі жінкою — спікером однієї з палат парламенту Польщі.
Значну частину своєї парламентської роботи Аліція Ґжеськов'як присвятила створенню нової Конституції Республіки Польщі. У 1989—1991 роках вона була головою Конституційної комісії Сенату Республіки Польща, потім з 1993 по 1997 рік — членом Конституційної комісії Національних зборів.
Свою парламентську діяльність вона спрямовувала також на забезпечення правового захисту життя людини від зачаття до природної смерті, виступала проти лібералізації допустимості абортів.
У 1989—1997 роках у складі польської парламентської делегації брала участь у роботі Парламентської асамблеї Ради Європи, де в 1992—1997 роках була віце-президентом християнсько-демократичної фракції.
2001 року не балотувалася на переобрання в Сенат і відійшла від політичного життя.
З номінації Папи Івана Павла II Аліція Ґжеськов'як у 1991—2002 роках була членом Адміністративної Ради Фундації Івана Павла ІІ у Державі Ватикан.
З 1993 року була номінована консультантом Папської ради у справах сім'ї, а з 2002 року — ординарним членом Папської академії життя. У 2005—2010 роках була призначена Папою Іваном Павлом ІІ членом Керівної Ради Папської Академії Життя. Виступала із доповідями на генеральних асамблеях Папської ради у справах сім'ї та Папської академії життя, на світових та європейських конгресах рухів за життя, читала лекції в Університетах Падуї, Оттави, Сантьяго де Чилі, Кишинева.
Заснувала Фундацію допомоги одиноким матерям у Торуню, фінансувала стипендії для поляків з України, які навчалися в Польщі.

## Родинне життя
Аліція Ґжеськов'як на даний час вдова. ЇЇ чоловік Володимир Ґжеськов'як, також правник, помер у 1986 році. З чоловіком  Аліція Баутро познайомилася в часі тренувань з художньої гімнастики і одружилася з ним у віці 19 років. З їх трьох доньок живе лише одна — Калина Ґжеськов'як-Ґрач (нар. 1963 р.). Вона продовжує родинні правничі традиції — є радником з права, провадить свою канцелярію адвокатську. Була членкинею наглядової ради Польського нафтового концерну, директоркою сенаторського бюро матері.

## Нагороди і відзнаки
Нагороджена:
- 1991 — Папським хрестом Pro Ecclesia et Pontifice
- 1995 року — медаллю 13 січня Литовської Республіки від Президента Литви за діяльність за незалежність цієї країни
- 1995 — Литовська Медаль Пам'яті 13 січня[9]
- 1996 — Папським Орденом Гробу Господнього
- 1999 — Орденом Корони Королівства Бельгії
- 2001 — Іспанським Орденом Громадянських заслуг
- 2004 — Орденом Відродження Польщі[10]
- 2016 — Хрестом свободи та солідарності[11]
- 2018 — Медаллю до 100-річчя Відновлення Незалежності[12]

Відзначена ступенями почесного доктора:
- 1995 року — Академії католицької теології у Варшаві.
- 1999 року — Міжнародного вільного університету Молдови в Кишиневі.
- 1999 року — Коледжу Святої Родини у Філадельфії.

2001 року отримала титул почесного громадянина міст Хелмжа та Стальова Воля.
Є дійсним або почесним членом багатьох наукових і громадських товариств і асоціацій.

## Публікації
- Kara śmierci w polskim prawie karnym, UMK, Toruń 1978 i 1982.
- Postępowanie w sprawach nieletnich (polskie prawo nieletnich), UMK, Toruń 1978 i 1982.
- Zagadnienia prawnokarnej ochrony dziecka poczętego w pracach Sejmu i Senatu Rzeczypospolitej Polskiej w latach 1990—1991, Ottonianum, Szczecin 1994.
- Ius et lex. Księga jubileuszowa ku czci profesora Adama Strzembosza (red., razem z Antonim Dębińskim i Krzysztofem Wiakiem), KUL, Lublin 2002, ISBN 8373630252.
- Prawo karne stanu wojennego (red.), KUL, Lublin 2003.
- Represje wobec osób duchownych i konsekrowanych w PRL w latach 1944—1989 pod red. Alicji Grześkowiak, Lublin 2004:[recenzja]/DJ

A Grześkowiak — Acta Poloniae Historica, 2005.
- Prawo karne (red.), C.H. Beck, Warszawa 2007, 2009 i 2011.
- Kodeks karny. Komentarz (red., razem z Krzysztofem Wiakiem), C.H. Beck, Warszawa 2012.
- Prawo karne w ochronie praw dziecka. A Grześkowiak, I Zgoliński. Wydawnictwo Kujawsko-Pomorskiej Szkoły Wyższej w Bydgoszczy,2018.